# Olympische Sommerspiele 2024/Radsport – Straßenrennen (Frauen)
Das Straßenrennen der Frauen bei den Olympischen Spielen 2024 in Paris fand am 4. August 2024 statt.

## Streckenverlauf
Der Streckenverlauf über 158 km wurde Anfang Juli 2023 bekanntgegeben. Das Rennen wurde an den Jardins du Trocadéro gestartet, die während der Olympischen Spiele mit einem temporären Stadion überbaut worden waren. Nach einer Schleife durch den Südosten von Paris verließen die Fahrerinnen die Stadtgrenze an der Porte de Châtillon und begaben sich in Richtung Versailles. Nach der Passage des Aquädukts von Buc folgte eine rund 50 km lange Schleife rund um das Vallée de Chevreuse, auf der unter anderem die ehemaligen Klöster Port-Royal und Vaux-de-Cernay passiert wurden, bevor es zurück nach Paris ging.
Der Parcours beinhaltete 1.700 Höhenmeter an Steigungen. Außerhalb von Paris standen sechs benannte sowie mehrere kleinere, unbenannte Côtes auf dem Programm. Die 50 Kilometern spielten sich auf der Rive Droite von Paris ab. Zweimal wurde ein Rundkurs durchlaufen mit den Steigungen auf den Montmartre, des Boulevard Sérurier und der Rue du Faubourg-du-Temple. Nach dem dritten Anstieg auf den Montmartre ging es zurück zur Seine und zum Ausgangsort des Rennens.

## Titelträgerinnen
| Olympiasiegerin | Anna Kiesenhofer | Tokio 2020   |
| Weltmeisterin   | Lotte Kopecky    | Glasgow 2023 |

## Ereignisse im Vorfeld
Die Qualifikation für den Wettkampf richtete sich hauptsächlich nach der Nationen-Weltrangliste am Ende der Straßensaison 2023, einige Plätze wurden auch über die Straßenradsport-Weltmeisterschaften 2023 sowie die kontinentalen Meisterschaften jenes Jahres vergeben. Die Fahrerinnen für die durch Russland und Weißrussland qualifizierten Quotenplätze wurden durch eine Kommission des IOC ausgewählt und traten als „individuelle neutrale Athletinnen“ an. Über die regulären Startplätze hinaus wurde Eyeru Tesfoam Gebru eingeladen, das olympische Flüchtlingsteam zu vertreten, und die Schwestern Fariba und Yulduz Hashimi durften Afghanistan repräsentieren.
Die dänische Fahrerin Solbjørk Minke Anderson wurde bei der Erkundung der Strecke eine Woche vor dem Rennen durch ein Auto angefahren und so verletzt, dass sie durch Rebecca Koerner ersetzt werden musste.
Das Feld war im Vergleich zu Tokio von 67 auf 90 Fahrerinnen vergrößert worden, die maximale Mannschaftsgröße blieb jedoch bei vier. Die Niederlande galten als stärkste Mannschaft, die mit der Sprinterin Lorena Wiebes, der Bergfahrerin Demi Vollering sowie der Klassiker-Spezialistin Marianne Vos mehrere Optionen hatte. Daneben galten Weltmeisterin Lotte Kopecky und die Italienerin Elisa Longo Borghini als wichtigste Sieganwärterinnen. Die überraschende Olympiasiegerin von Tokio, Anna Kiesenhofer, stand wieder am Start, galt jedoch nicht als Kandidatin für einen vorderen Platz, zumal die niederländische Mannschaft mit Ellen van Dijk eine Zeitfahrer-Spezialistin aufgestellt hatte mit klarer Maßgabe, Ausreißergruppen in Schach zu halten.
Wie bereits im Einzelzeitfahren ließ Großbritannien einen zuvor vom Verband bestätigten Startplatz verfallen, anstatt ihn zurückzugeben und einer kleineren Nation zukommen zu lassen. Die Startliste umfasste daher 92 von 93 möglichen Plätzen.

## Rennverlauf
Das Rennen begann um 14 Uhr und fand bei guten äußeren Bedingungen statt. Nach dem reellen Start begab sich zunächst Awa Bamogo auf einen kurzlebigen Ausreißversuch, später lösten sich nach und nach Nora Jenčušová, Yulduz Hashimi, Rotem Gafinovitz, Hanna Zerach, Fariba Hashimi und Nguyễn Thị Thật vom Feld. Sie fanden nach einer Weile zusammen und erhielten rund sechs Minuten Vorsprung. Auch Olga Sabelinskaja begab sich auf einen Fluchtversuch, blieb allein jedoch auf verlorenem Posten. Auf der Côte du Pavé des Gardes, etwa zehn Kilometer vor der Rückkehr nach Paris, setzten sich Hanna Zerach und Fariba Hashimi etwas von den anderen Mitgliedern der Kopfgruppe ab.

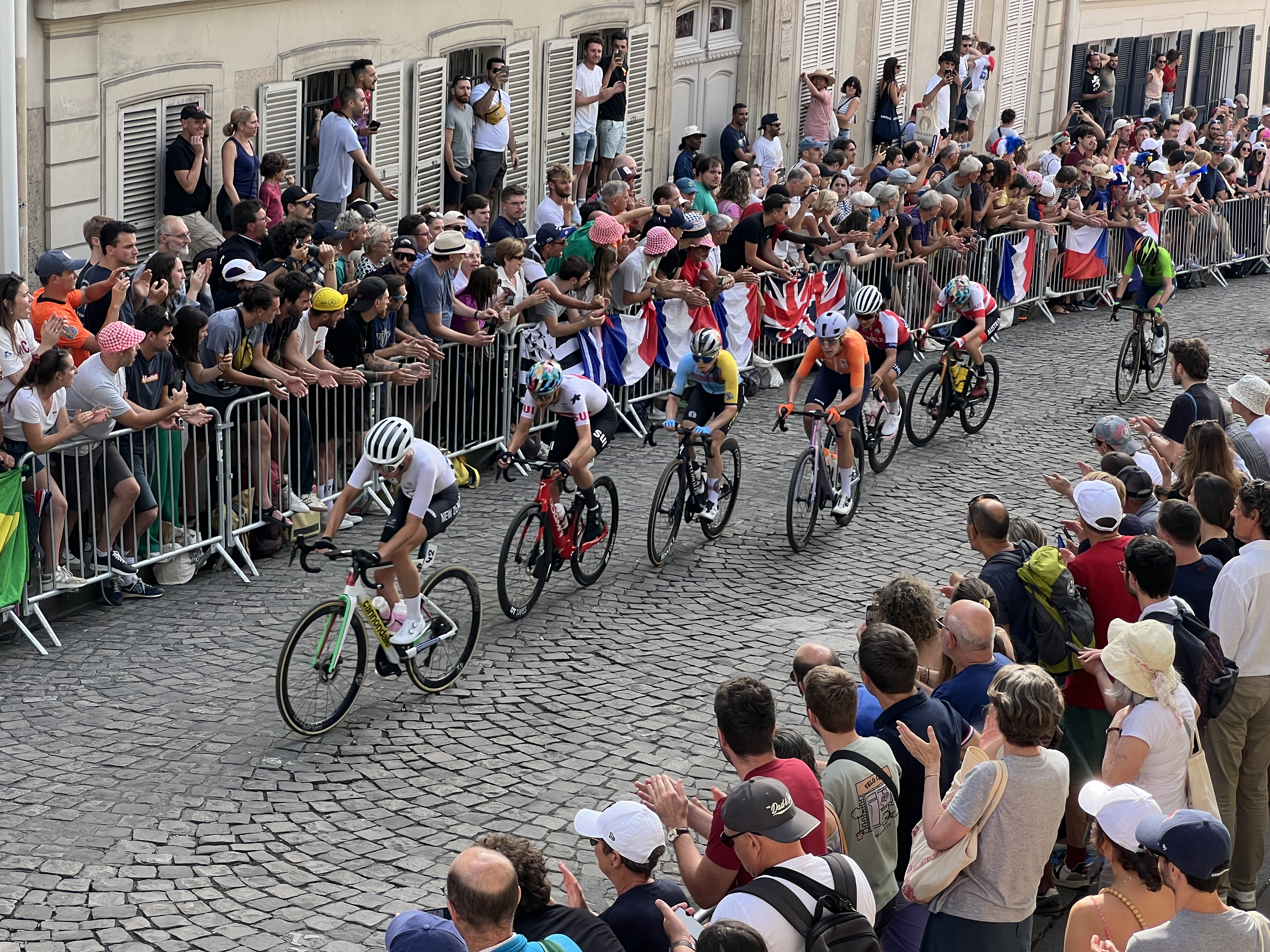
Fahrerinnen bei der Überquerung des Montmartre.

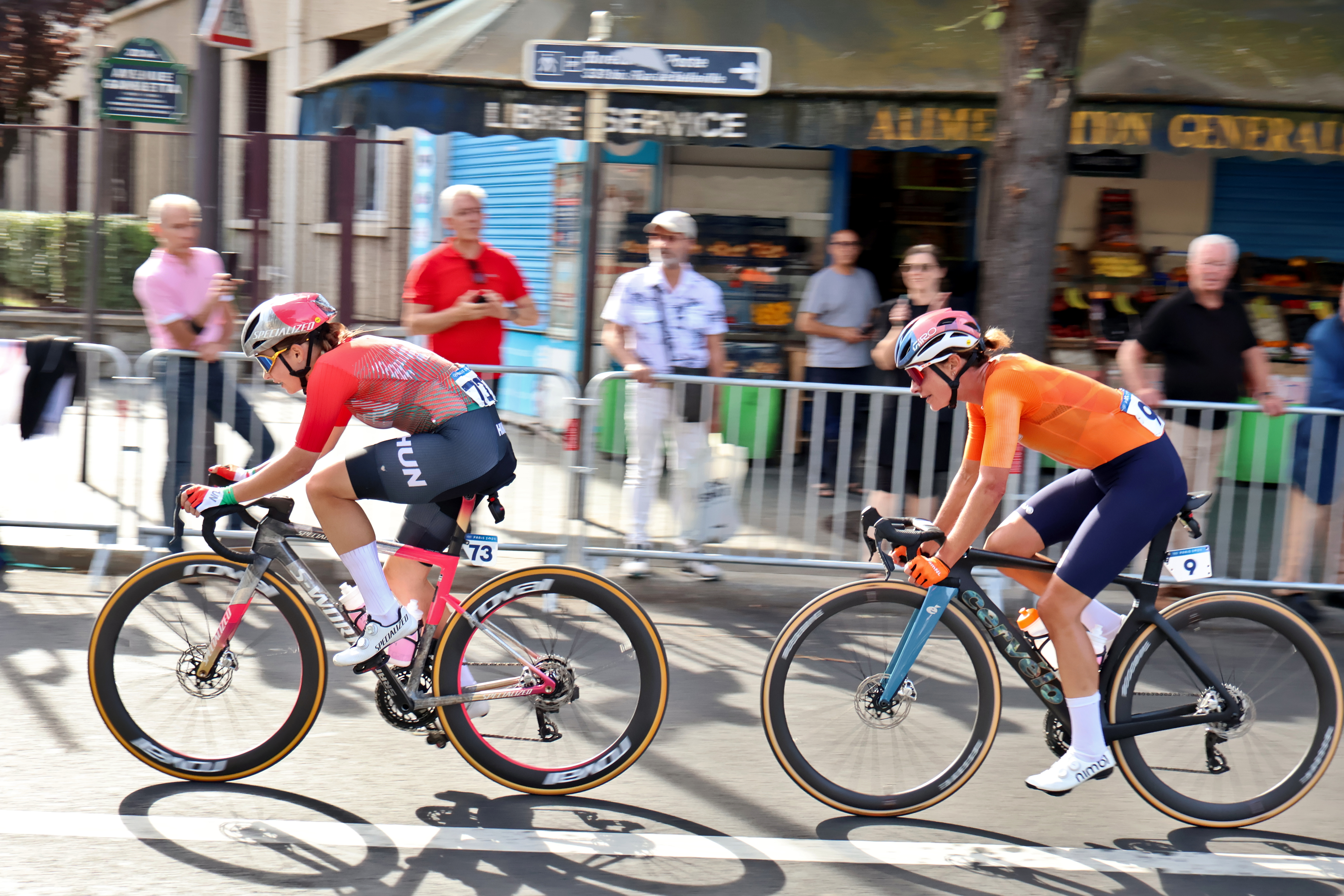
Vas und Vos an der Spitze des Rennens.

War es im Feld bis dahin ruhig geblieben, versuchten in der Banlieue und auf den Straßen von Paris mehrere Fahrerinnen zu antizipieren. Diese Bemühungen blieben ohne große Wirkung, zogen jedoch das Feld auseinander. Kurz vor der ersten Überquerung des Montmartre stürzte Chloé Dygert, als sie in einer Kurve versuchte, Plätze gutzumachen, und riss mehrere Fahrerinnen mit. Nur eine kleine Gruppe kam ungeschoren durch, überholte Zerach sowie Hashimi und spaltete sich nochmals bei der Überquerung des Montmartre. Es lagen nunmehr elf Fahrerinnen in Front, darunter Dygerts Teamkollegin Kristen Faulkner, dazu Marianne Vos, Kata Blanka Vas, Liane Lippert, Mavi García, Elisa Longo Borghini, Noemi Rüegg, Marta Lach sowie die drei Britinnen Elizabeth Deignan, Anna Henderson und Pfeiffer Georgi. Eine Reihe von Favoritinnen war aufgehalten worden, und nur Lotte Kopecky schaffte nach einer langen Anstrengung noch den Anschluss. In einer zweiten Gruppe, die 40 Sekunden zurücklag, machte Demi Vollering Tempo zugunsten von Lorena Wiebes, auch Fahrerinnen wie Grace Brown, Katarzyna Niewiadoma oder Cecilie Uttrup Ludwig waren dort vertreten, sollten aber mit dem Ausgang des Rennens nichts mehr zu tun haben. Mit einem Schlag war die mannschaftliche Stärke Belgiens und der Niederlande negiert worden, auch sämtliche französischen Fahrerinnen waren auf diese Weise ausgeschaltet.
In der Spitzengruppe machte zunächst Deignan die Führungsarbeit, bevor sie bei der zweiten Überquerung des Montmartre zusammen mit Henderson zurückfiel, während Georgi fruchtlos attackierte. Unter den Führenden herrschte jedoch keine Einigkeit mehr, so dass Deignan nochmals aufholte und sogleich ihrerseits attackierte. Vas und Vos gingen mit, und Deignan, die ihre Kräfte überspannt hatte, fiel bald wieder zurück. Das neue Spitzenduo arbeitete gut zusammen und gewann eine halbe Minute Vorsprung. Auf dem letzten Anstieg zum Montmartre ließen Faulkner und Kopecky die übrigen Verfolger hinter sich und kamen auf weniger als zehn Sekunden an die Führenden heran. Es entspann sich eine Art Paarzeitfahren, in dem der Abstand zwischen Vas und Vos einerseits und Faulkner und Kopecky andererseits lange stabil blieb, bis sich die Lücke bei der Überquerung der Seine, vier Kilometer vor dem Ziel, doch noch schloss. Faulkner lancierte unmittelbar eine Attacke, und nur Vas bemühte sich, an ihrem Hinterrad zu bleiben. Als sie keine Hilfe von Vos oder Kopecky bekam, war das Rennen entschieden: Faulkner fuhr mit wachsendem Vorsprung einem unerwarteten Sieg entgegen, während die drei anderen Fahrerinnen sich darauf einstellten, um die verbliebenen Medaillen zu sprinten. Den Spurt gewann Vos knapp vor Kopecky und Vas, die damit leer ausging.

## Ergebnis

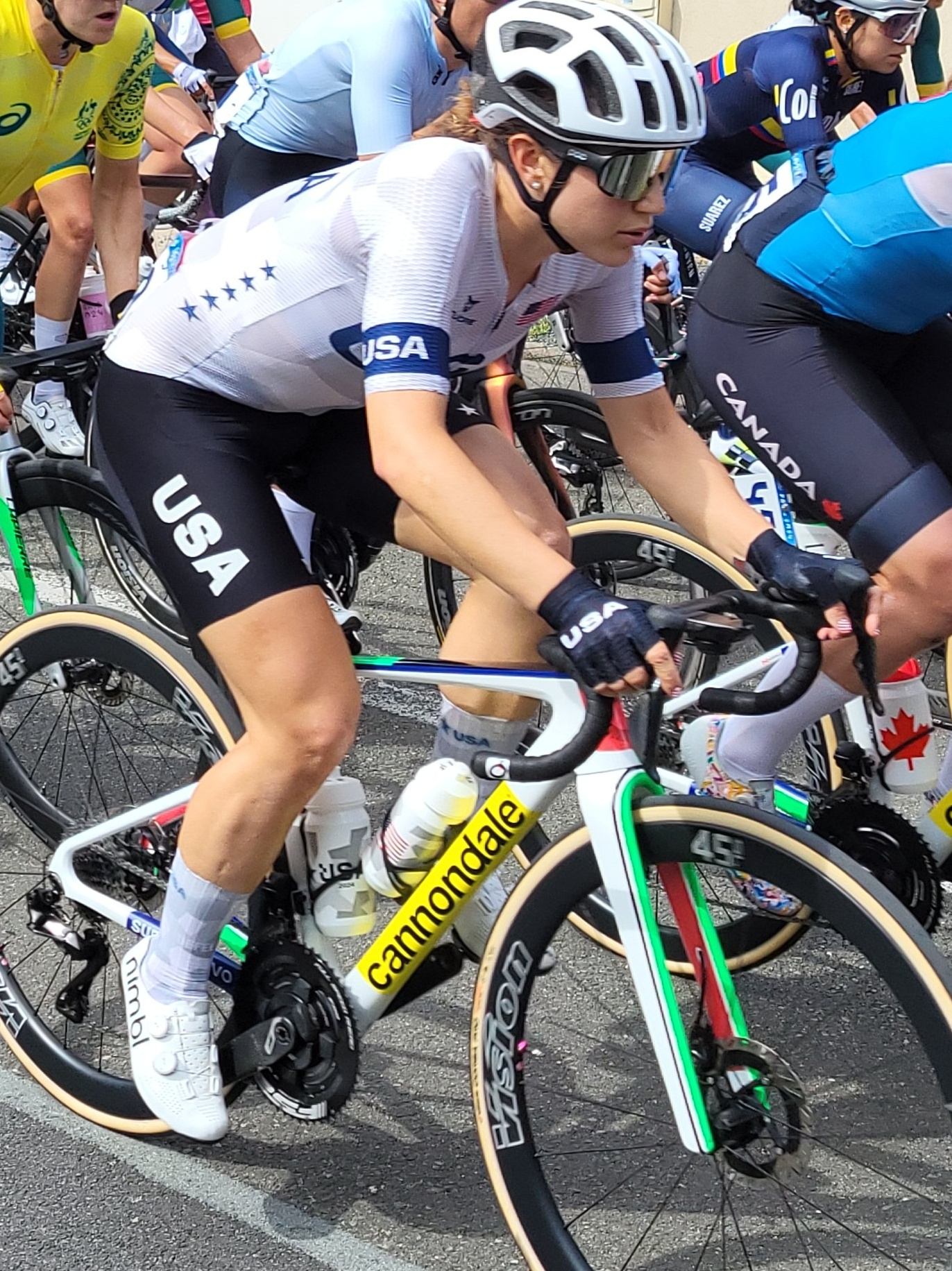
Die spätere Siegerin Kristen Faulkner während des Rennens

4. August 2024, Start: 14:00 Uhr
| Rang                 | Name                         | Nation                 | Zeit        |
| -------------------- | ---------------------------- | ---------------------- | ----------- |
| 1                    | Kristen Faulkner             | Vereinigte Staaten     | 3:59:23 h   |
| 2                    | Marianne Vos                 | Niederlande            | + 0:58 min  |
| 3                    | Lotte Kopecky                | Belgien                | + 0:58 min  |
| 4                    | Kata Blanka Vas              | Ungarn                 | + 0:58 min  |
| 5                    | Pfeiffer Georgi              | Großbritannien         | + 1:21 min  |
| 6                    | Mavi García                  | Spanien                | + 1:23 min  |
| 7                    | Noemi Rüegg                  | Schweiz                | + 2:04 min  |
| 8                    | Katarzyna Niewiadoma         | Polen                  | + 2:44 min  |
| 9                    | Elisa Longo Borghini         | Italien                | + 3:05 min  |
| 10                   | Marta Lach                   | Polen                  | + 3:27 min  |
| 11                   | Lorena Wiebes                | Niederlande            | + 3:31 min  |
| 12                   | Elizabeth Deignan            | Großbritannien         | + 3:34 min  |
| 13                   | Anna Henderson               | Großbritannien         | + 3:34 min  |
| 14                   | Caroline Andersson           | Schweden               | + 3:34 min  |
| 15                   | Chloé Dygert                 | Vereinigte Staaten     | + 3:40 min  |
| 16                   | Liane Lippert                | Deutschland            | + 4:04 min  |
| 17                   | Christine Majerus            | Luxemburg              | + 5:00 min  |
| 18                   | Elise Chabbey                | Schweiz                | + 5:00 min  |
| 19                   | Alison Jackson               | Kanada                 | + 5:00 min  |
| 20                   | Rasa Leleivytė               | Litauen                | + 5:00 min  |
| 21                   | Ingvild Gåskjenn             | Norwegen               | + 5:00 min  |
| 22                   | Lauretta Hanson              | Australien             | + 5:00 min  |
| 23                   | Grace Brown                  | Australien             | + 5:00 min  |
| 24                   | Justine Ghekiere             | Belgien                | + 5:00 min  |
| 25                   | Elena Cecchini               | Italien                | + 5:00 min  |
| 26                   | Eri Yonamine                 | Japan                  | + 5:00 min  |
| 27                   | Victoire Berteau             | Frankreich             | + 5:00 min  |
| 28                   | Christina Schweinberger      | Österreich             | + 5:00 min  |
| 29                   | Cecilie Uttrup Ludwig        | Dänemark               | + 5:00 min  |
| 30                   | Marte Berg Edseth            | Norwegen               | + 5:00 min  |
| 31                   | Niamh Fisher-Black           | Neuseeland             | + 5:00 min  |
| 32                   | Antonia Niedermaier          | Deutschland            | + 5:00 min  |
| 33                   | Ashleigh Moolman             | Südafrika              | + 5:00 min  |
| 34                   | Demi Vollering               | Niederlande            | + 5:00 min  |
| 35                   | Megan Armitage               | Irland                 | + 7:35 min  |
| 36                   | Julia Kopecký                | Tschechien             | + 7:37 min  |
| 37                   | Anniina Ahtosalo             | Finnland               | + 7:41 min  |
| 38                   | Audrey Cordon-Ragot          | Frankreich             | + 7:41 min  |
| 39                   | Ruby Roseman-Gannon          | Australien             | + 7:49 min  |
| 40                   | Franziska Koch               | Deutschland            | + 7:53 min  |
| 41                   | Daniela Campos               | Portugal               | + 7:53 min  |
| 42                   | Eugenia Bujak                | Slowenien              | + 7:53 min  |
| 43                   | Margot Vanpachtenbeke        | Belgien                | + 7:53 min  |
| 44                   | Olivia Baril                 | Kanada                 | + 7:53 min  |
| 45                   | Agnieszka Skalniak-Sójka     | Polen                  | + 7:53 min  |
| 46                   | Juliette Labous              | Frankreich             | + 7:53 min  |
| 47                   | Tamara Dronowa               | Indiv. neutr. Athleten | + 7:53 min  |
| 48                   | Arlenis Sierra               | Kuba                   | + 7:53 min  |
| 49                   | Emma Norsgaard Bjerg         | Dänemark               | + 7:53 min  |
| 50                   | Paula Patiño                 | Kolumbien              | + 7:53 min  |
| 51                   | Yanina Kuskova               | Usbekistan             | + 7:53 min  |
| 52                   | Anna Kiesenhofer             | Österreich             | + 7:53 min  |
| 53                   | Julie Van de Velde           | Belgien                | + 7:58 min  |
| 54                   | Elisa Balsamo                | Italien                | + 8:16 min  |
| 55                   | Silvia Persico               | Italien                | + 8:16 min  |
| 56                   | Kim Cadzow                   | Neuseeland             | + 8:51 min  |
| 57                   | Elena Hartmann               | Schweiz                | + 8:51 min  |
| 58                   | Ellen van Dijk               | Niederlande            | + 8:51 min  |
| 59                   | Urška Pintar                 | Slowenien              | + 8:51 min  |
| 60                   | Catalina Soto                | Chile                  | + 10:26 min |
| 61                   | Hanna Zerach                 | Indiv. neutr. Athleten | + 10:55 min |
| 62                   | Antri Christoforou           | Zypern                 | + 10:57 min |
| 63                   | Mireia Benito                | Spanien                | + 10:57 min |
| 64                   | Lee Sze-wing                 | Hongkong               | + 11:24 min |
| 65                   | Linda Zanetti                | Schweiz                | + 11:24 min |
| 66                   | Jelena Erić                  | Serbien                | + 11:24 min |
| 67                   | Julija Birjukowa             | Ukraine                | + 11:24 min |
| 68                   | Vera Looser                  | Namibia                | + 11:24 min |
| 69                   | Anastasia Carbonari          | Lettland               | + 11:24 min |
| 70                   | Olga Sabelinskaja            | Usbekistan             | + 11:24 min |
| 71                   | Nora Jenčušová               | Slowakei               | + 11:24 min |
| 72                   | Aljona Iwantschenko          | Indiv. neutr. Athleten | + 11:24 min |
| 73                   | Nguyễn Thị Thật              | Vietnam                | + 11:24 min |
| 74                   | Ana Vitória Magalhães        | Brasilien              | + 11:24 min |
| 75                   | Fariba Hashimi               | Afghanistan            | + 11:24 min |
| 76                   | Rebecca Koerner              | Dänemark               | + 12:59 min |
| 77                   | Rotem Gafinovitz             | Israel                 | + 14:19 min |
| 78                   | Phetdarin Somrat             | Thailand               | + 14:19 min |
| Nicht in der Wertung |                              |                        |             |
| —                    | Eyeru Tesfoam Gebru          | Refugee Olympic Team   | DNF         |
| —                    | Diane Ingabire               | Ruanda                 | DNF         |
| —                    | Yulduz Hashimi               | Afghanistan            | DNF         |
| —                    | Awa Bamogo                   | Burkina Faso           | DNF         |
| —                    | Ese Ukpeseraye               | Nigeria                | DNF         |
| —                    | Nur Aisyah Mohamad Zubir     | Malaysia               | DNF         |
| —                    | Milagro Mena                 | Costa Rica             | DNF         |
| —                    | Safiya Al Sayegh             | Ver. Arab. Emirate     | DNF         |
| —                    | Marcela Prieto               | Mexiko                 | DNF         |
| —                    | Nesrine Houili               | Algerien               | DNF         |
| —                    | Song Min-ji                  | Südkorea               | DNF         |
| —                    | Tang Xin                     | China                  | DNF         |
| —                    | Kimberley Le Court de Billot | Mauritius              | DNF         |
| —                    | Tiffany Keep                 | Südafrika              | DNF         |